# Kosztowa
Kosztowa es un pueblo en el distrito administrativo de Gmina Dubiecko, dentro de Condado de Przemyśl, Voivodato de Subcarpacia, en el sureste de Polonia.